# Kurt Angle
Kurt Steven Angle, (* 9. prosince 1968 v Mt. Lebanonu, Pensylvánie, Spojené státy americké) je americký profesionální wrestler, herec a bývalý zápasník volnostylař, olympijský vítěz z roku 1996.

## Sportovní kariéra
Zápasení se věnoval od 7 let. Na střední škole v rodném Mt. Lebanonu hrál americký fotbal na pozici linebackera a zápasil ve volném stylu za školní tým. Na zápasení se více zaměřil se studiem univerzity v Clarionu v Pensylvánii, na které promoval v roce 1992. V roce 1994 poprvé zvítězil na mistrovství Spojených států a v roce 1995 zvítězil na mistrovství světa v Atlantě. Zisk titulu mistra světa mu vynesl angažmá v týmu bývalého zápasníka a olympijského vítěze Dave Schultze. V roce 1996 si vybojoval nominaci na olympijské hry v Atlantě. První dva soupeře s přehledem porazil. Ve třetím kole se utkal se Sagidem Murtazalijevem z Ukrajiny a po minutě prohrával 0:3. Hnán domácím publikem však dokázal srovnat a v závěru ziskem rozdílového bodu zvítězit. Ve finále narazil na Íránce Abbáse Džadídího. Vyhrocený zápas reprezentantů dvou rivalských států byl od úvodu nervózní. První bodoval jeho soupeř, z následné akce však dokázal vyrovnat a po uplynutí osmiminutové hrací doby zápas skončil remízou. Vítěze museli určit rozhodčí a ti se přiklonili na jeho stranu. Získal zlatou olympijskou medaili. V turnaji bojoval se zraněním krční páteře a pod analgetiky, na kterých se později stal závislý. Po olympijských hrách a smrti Dave Schultze neviděl svojí budoucnost v amatérském zápase. V roce 1997 těžil z popularity olympijského vítěze a od roku 1998 přestoupil k profesionálům.
V roce 2011 avizoval návrat na žíněnku s přáním kvalifikovat se na olympijské hry v Londýně. V roce 2012 však z plánu sešlo ze zdravotních důvodů.

## Profesionální kariéra
V roce 1998 podepsal několikaroční kontrakt s WWF a svůj debut zde udělal v březnu toho roku. Ve společnosti dostal svůj první velký push v únoru 2000 když držel Evropský titul a Mezinárodní titul najednou. O pár měsíců později vyhrál turnaj Král ringu. Krátce na to získal WWF šampionát. V srpnu 2006 mu ale vypršel jeho kontrakt a Angle společnost opustil. Během své kariéry v tomto byznysu byl šestinásobný světový šampion (čtyřnásobný WWF/E šampion, Světový šampion v těžké váze a WCW šampion), také držel Šampionát Spojených států, Mezinárodní šampionát, Evropský šampionát, Hardcore šampionát a WWE Šampionát mezi týmy. Mimoto v roce 2000 vyhrál Král ringu, byl desetkrát Triple Crown šampion a pětkrát Grand Slam šampion. Společně s Edgem a Big Showem je jediným mužem v historii WWE, který držel každý aktivní titul v této společnosti.
Po opuštění WWE se Angle připojil k Total Nonstop Action Wrestling (TNA), kde se stal pětinásobným TNA Světovým šampionem v těžké váze, dvounásobným TNA Světovým šampionem mezi týmy a jednou držel TNA X Division titul. V TNA mu byla manažerkou jeho manželka v reálném životě, Karen Jarrettová, která ho doprovázela do ringu a zapojovala se do scénářů. Angle také zápasil pro New Japan Pro Wrestling a Inoki Genome Federation, kde držel IWGP šampionát v těžké váze.

### Filmografie
- 2009: Konec hry – jako Brad Mayfield
- 2009: Řetězy – jako zástupce šerifa (krátký film)
- 2011: Dylan Dog: Dead of Night – jako Wolfgang
- 2011: River of Darkness – jako šerif Will Logan
- 2011: Waking Up – jako Crush Carlisle (krátký film)
- 2011: Warrior – jako Koba
- 2012: Beyond the Mat – jako Coach Kamen
- 2012: Death from Above – jako Thule
- 2012: Drummer for the Mob – jako agent FBI
- 2012: Olympic Trials with Kurt Angle (scéna Funny or Die) – jako sám sebe
- 2013: Pain and Gain

### Profesionální wrestling
- Cauliflower Alley Club:
- Future Legend Award (2000)
- Inoki Genome Federation:
- IWGP Heavyweight Championship (1x)
- Power Pro Wrestling:
- PPW Heavyweight Championship (1x)
- Total Nonstop Action Wrestling:
- TNA World Heavyweight Championship (6x)
- TNA World Tag Team Championship (2x)
- TNA X Division Championship (1x)
- King of the Mountain (2007,2009)
- TNA Hall of Fame 2013
- Second TNA Triple Crown Champion
- World Wrestling Federation/Entertainment/WWE:
- WCW Championship (1x)
- WCW United States Championship (1x)
- World Heavyweight Championship (1x)
- WWE Tag Team Championship (1x)
- WWF/E Championship (4x)
- WWF European Championship (1x)
- WWF Hardcore Championship (1x)
- WWF Intercontinental Championship (1x)
- King of the Ring (2000)
- WWE Tag Team Championship Tournament (2002)
- WWE Hall of Fame 2017
- Tenth Triple Crown Champion
- Fifth Grand Slam Champion